# Hawa Essuman
Hawa Essuman (sinh năm 1980) là một đạo diễn phim từng đoạt giải thưởng có trụ sở tại Nairobi, Kenya. Phim tài liệu dài năm 2017 của bà, Silas, đồng đạo diễn với Anjali Neyar, kể câu chuyện về nhà hoạt động môi trường Liberia của Silas Siakor trong cuộc chiến bảo tồn rừng nhiệt đới của đất nước khỏi việc khai thác gỗ thương mại. Bộ phim đã giành được nhiều giải thưởng, bao gồm Giải thưởng Nhân quyền Quốc tế Durban (2018) và Giải thưởng Khán giả dành cho phim tài liệu hay nhất tại Liên hoan phim Riverrun (2018). Phim truyện đầu tiên của Hawa, Soul Boy (2010), cũng nhận được một loạt giải thưởng. Ngoài ra, đã sản xuất một loạt các chương trình TV, phim thương mại, video âm nhạc và quảng cáo.

## Tiểu sử
Sinh ra ở Hamburg, Đức, vào ngày 23 tháng 1 năm 1980, bà là con gái của cha mẹ Ghana, người đã nuôi nấng bà ở Nairobi, Kenya. Sau vài lần xuất hiện trong nhà hát, bà chuyển sang làm bàng việc sản xuất, đầu tiên là quảng cáo trên truyền hình và phim tài liệu, sau đó là loạt phim truyền hình địa phương, Makutano Junction. Bà sáng tạo và chỉ đạo Selfish? năm 2008, tiếp theo là ba bộ phim ngắn năm 2008, The Lift, Cold War và sắp ra mắt.
Với sự khuyến khích và giúp đỡ của Tom Tykwer, bà đã chỉ đạo Soul Boy (2010). Dựa trên một câu chuyện của Billy Kahora, nó bắt nguồn từ một hội thảo được tổ chức bởi hiệp hội One Fine Day của Đức. Được trình bày tại hơn 40 liên hoan phim trên toàn thế giới, nó đã giành được một số giải thưởng.

## Giải thưởng
'Silas' của Essuman đã giành được các giải thưởng sau:
- Giải thưởng khán giả tài liệu 2018 - Liên hoan phim Riverrun [5]
- Phim tài liệu hay nhất và phim quốc tế hay nhất 2018 - Liên hoan phim quốc tế Zanzibar [6]
- Giải thưởng Khán giả tài liệu 2018 - Liên hoan phim Afrika Köln, Đức [7]
- Giải thưởng Nhân quyền Quốc tế Durban 2018 - Liên hoan phim Quốc tế Durban [8]
- Giải thưởng Warsaw xanh 2018 - Liên hoan phim Warsaw [9]
- Giải thưởng Người bơi đẹp của William W. Warner 2018 - Liên hoan phim Môi trường tại Thủ đô của Quốc gia: Washington - [10]
- Phim tài liệu hay nhất Liên hoan phim Footcandle 2018 [11]

Soul Boy của Essuman đã giành được các giải thưởng sau:
- Giải thưởng Khán giả Dioraphte, Liên hoan phim quốc tế Rotterdam [12]
- Giải thưởng Veto, Afrika-Filmfansion, Leuven, Bỉ
- Giải thưởng Signis, Liên hoan phim quốc tế Zanzibar, Zanzibar, Tanzania [13]
- Giải thưởng Hiệp hội các nhà làm phim Ba Lan, Ale Kino!, Poznań, Ba Lan
- Phim ngắn hay nhất, Giải thưởng Kalasha, Nairobi, Kenya [14]
- Nam diễn viên chính xuất sắc nhất: Samson Odhiambo, Giải thưởng Kalasha, Nairobi, Kenya [14]
- Biên kịch hay nhất: Billy Kahora, Kalasha Awards, Nairobi, Kenya [14]
- Nam diễn viên xuất sắc nhất: Samson Odhiambo, Liên hoan phim quốc tế Kenya, Nairobi, Kenya [15]
- Phim Đông Phi hay nhất, Liên hoan phim quốc tế Kenya, Nairobi, Kenya [16]
- Giải thưởng đặc biệt dành cho "Người đi đường", FESTIVAL CINÉ JUNIOR (Liên hoan phim quốc tế dành cho giới trẻ), Paris, Pháp
- Giải thưởng của Ban giám khảo trẻ, FESTIVAL CINÉ JUNIOR (Liên hoan phim quốc tế dành cho giới trẻ), Paris, Pháp
- Giải thưởng Liên hoan phim tâm linh, Paris
- Giải thưởng Phim thiếu nhi hay nhất tại Liên hoan phim Recklinghausen (Đức) 2011 [17]
- Biên tập viên xuất sắc nhất: Ephantus Ng'ethe Gitungo, Giải thưởng Học viện Điện ảnh Châu Phi [18]